# 齊藤博 (建築家)
齊藤 博（さいとう ひろし、1946年 - ）は、東京都出身の建築家・都市プランナー・都市計画コンサルタント・まちづくりコンサルタント。

## 経歴
- 1946年 東京都生まれ
- 1969年 武蔵工業大学（現：東京都市大学）工学部建築学科卒業
- 1969年 株式会社日本設計入社
- 2003年 NPO「日本都市文化再生支援センター」理事長就任
- 2004年 株式会社S・アーバンプランニング設立

## 社会活動歴
- 東京建築士会理事・情報委員長
- 浅草地区まちづくり推進協議会アドバイザー
- 台東区アドバイザー
- APECアーキテクト選考委員
- 板橋区政策アドバイザー

## 主な業歴

### 総合プロデュース
- 1985年 科学万博・富士通パビリオン
- 1990年 アクトシティ浜松
- 1992年 アクロス福岡
- 1995年 臨海副都心「ヴィーナスフォート」
- 1998～2002年 臨海副都心LM街区
- 2018年 帝京大学スポーツ医科学センター

### アドバイザー業務
- 2010年 資生堂新本社建替計画
- 2013年～ 帝京大学・帝京科学大学キャンパス計画
- 2017年～ 板橋駅再開発

### 都市開発/まちづくり　プロデュース業務
- 1980年　浅草六区再開発
- 1985年　浅草トキワ座「ニューオリンズ　ジャズフェスティバル」
- 1994年　品川インターシティ
- 1997年　札幌駅南口開発
- 2003年　浅草寺ライトアップ計画
- 2005年　まちづくりマスタープラン策定
- 2005年　浅草寺「コシノジュンコ　ファッションショー」
- 2005年～　浅草「中村座」江戸芝居小屋計画
- 2006年～2011年　浅草六区「地区計画」策定・法制化
- 2008年　吉祥寺「西3条通り地区計画」策定
- 2012年～　浅草六区松竹開発計画

### 建築
- 1970年　三井記念病院
- 1972年　聖パウロ教会
- 1974年　工業技術院筑波研究センター全体計画
- 1975年　IBM飯倉ビル
- 1978年　日産自動車本社＆新橋演舞場
- 1984年　新宿FFビル
- 2005年　つくばエクスプレス「浅草駅」デザイン
- 2007年・2008年　浅草今半国際通り本店建替計画
- 2007年　南青山一丁目プロジェクト（住宅デザイン）
- 2007年　浅草大勝館ビル
- 2008年　新日本印刷市ヶ谷ビル
- 2009年　アミューズミュージアム
- 2011年　浅草すしや通りアーケード
- 2015年　帝京大学心理臨床センター

## 著書
- 『領域を超えて』（共著）JIA選書
- 『コンバージョンへの挑戦』文芸社

## 受賞歴
- 1999年　日本建築士連合会「連合会長賞」
- 2001年　日本建築学会賞・業績部門「品川インターシティ」（日本設計）